# Reichenstraße 40 (Quedlinburg)

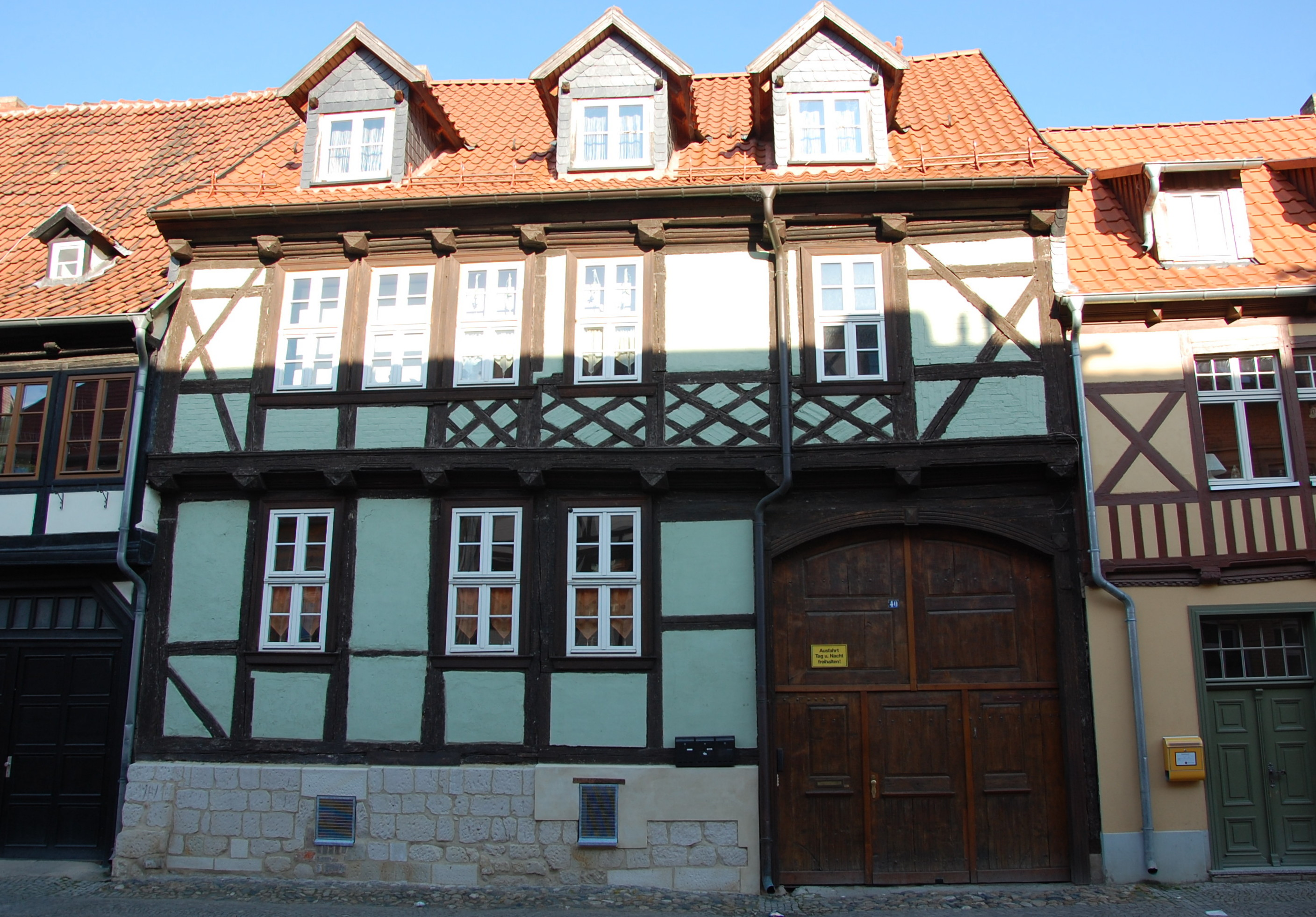
Haus Reichenstraße 40

Das Haus Reichenstraße 40 ist ein denkmalgeschütztes Gebäude in der Stadt Quedlinburg in Sachsen-Anhalt.

## Lage
Es befindet sich im nördlichen Teil der historischen Quedlinburger Neustadt und gehört zum UNESCO-Weltkulturerbe. Das Gebäude ist im Quedlinburger Denkmalverzeichnis als Ackerbürgerhaus eingetragen. Nördlich grenzt das gleichfalls denkmalgeschützte Haus Reichenstraße 39, südlich das Haus Reichenstraße 41 an.

## Architektur und Geschichte
Das zweigeschossige Fachwerkhaus wurde im Jahr 1686 durch den Quedlinburger Zimmermeister Martin Lange errichtet. Auf ihn verweist die Inschrift MARTEN LANGE ZIMMERMAN. Sie ist mit einem aus Beilen gebildeten Wappen versehen. Am oberen Stockwerk finden sich als Verzierung Rautenkreuze sowie an den Seiten die Fachwerkfigur des Halben Manns. Die Gefache sind mit Zierausmauerungen versehen. Durch die Südseite des Hauses führt eine Durchfahrt. In der Zeit um 1830 wurde das Gebäude erneuert.